# Alt-Holz

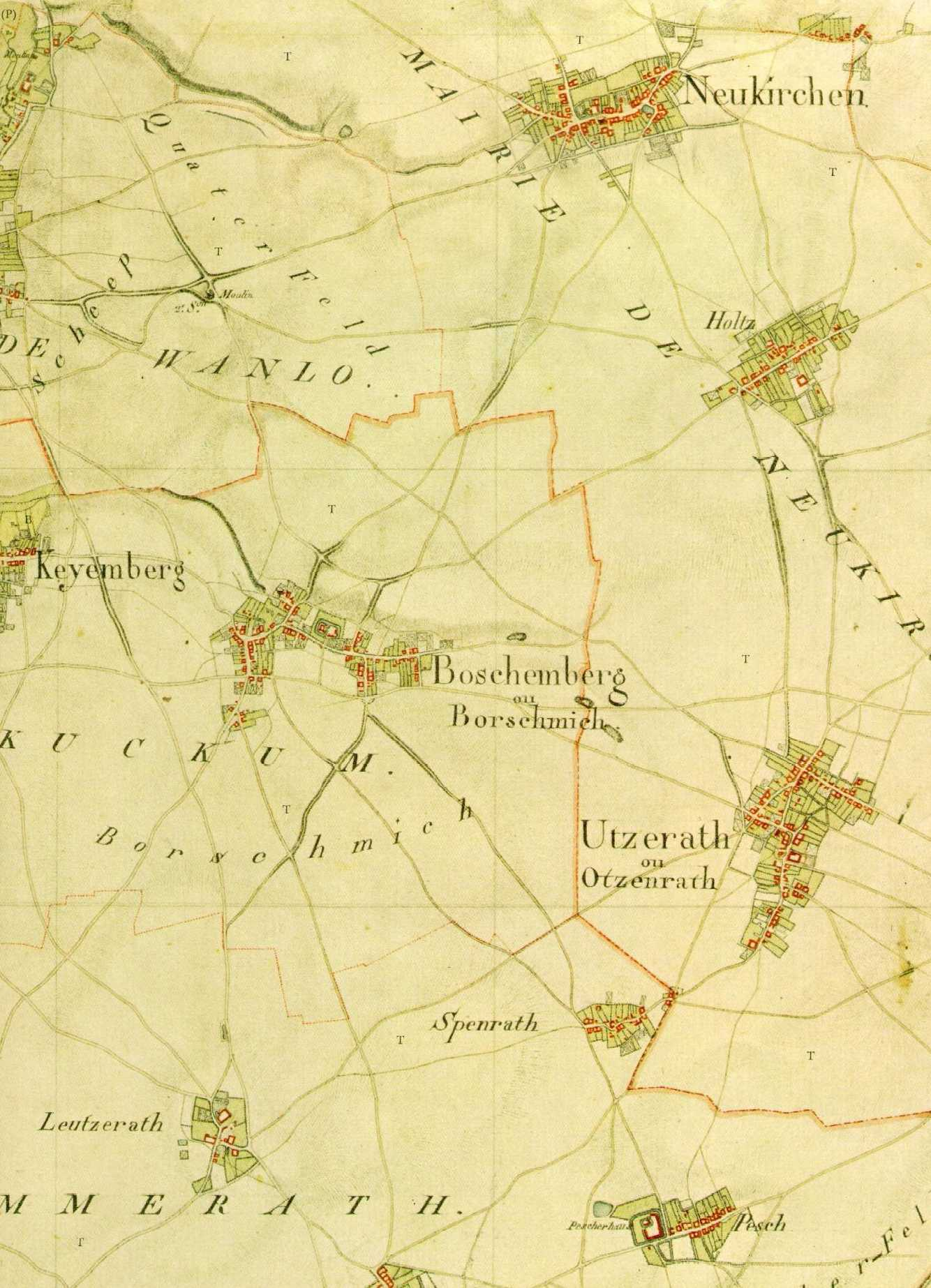
Holtz und Nachbarorte auf der Tranchotkarte um 1806

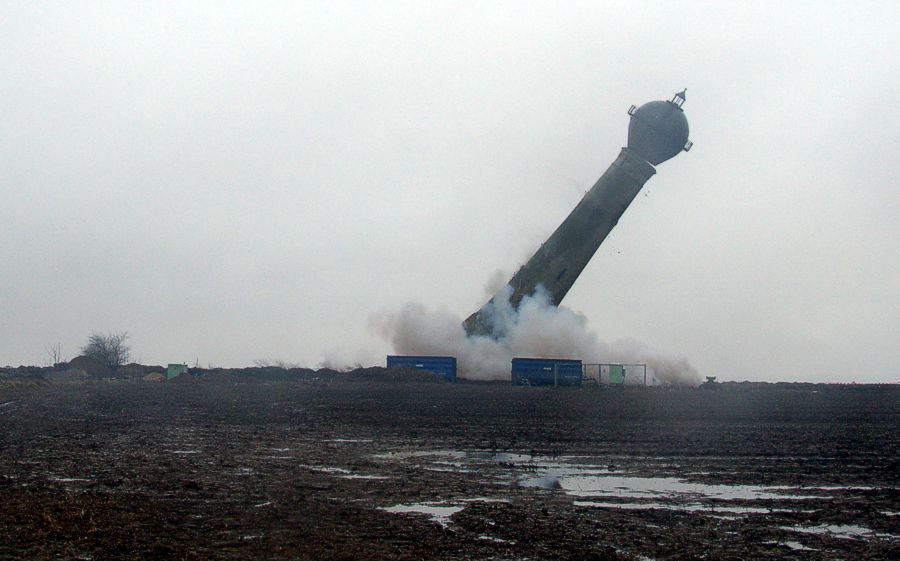
Sprengung des Wasserturms von Alt-Holz am 22. Januar 2011

Holz war ein Ortsteil der Gemeinde Jüchen. Er musste dem Tagebau Garzweiler weichen. Die Bewohner wurden nach (Neu-)Holz umgesiedelt.

## Geographie

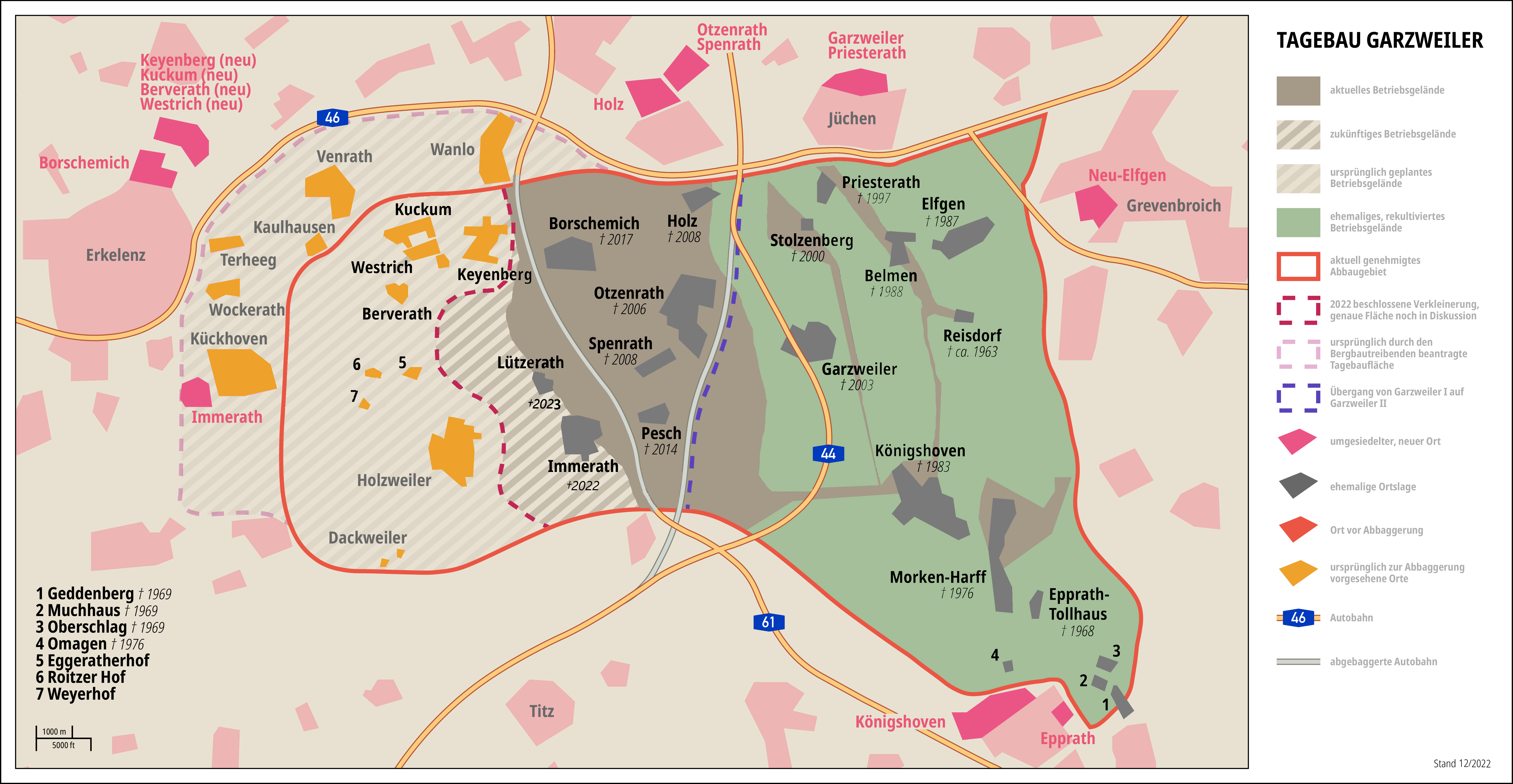
Geplantes Abbaugebiet Garzweiler II

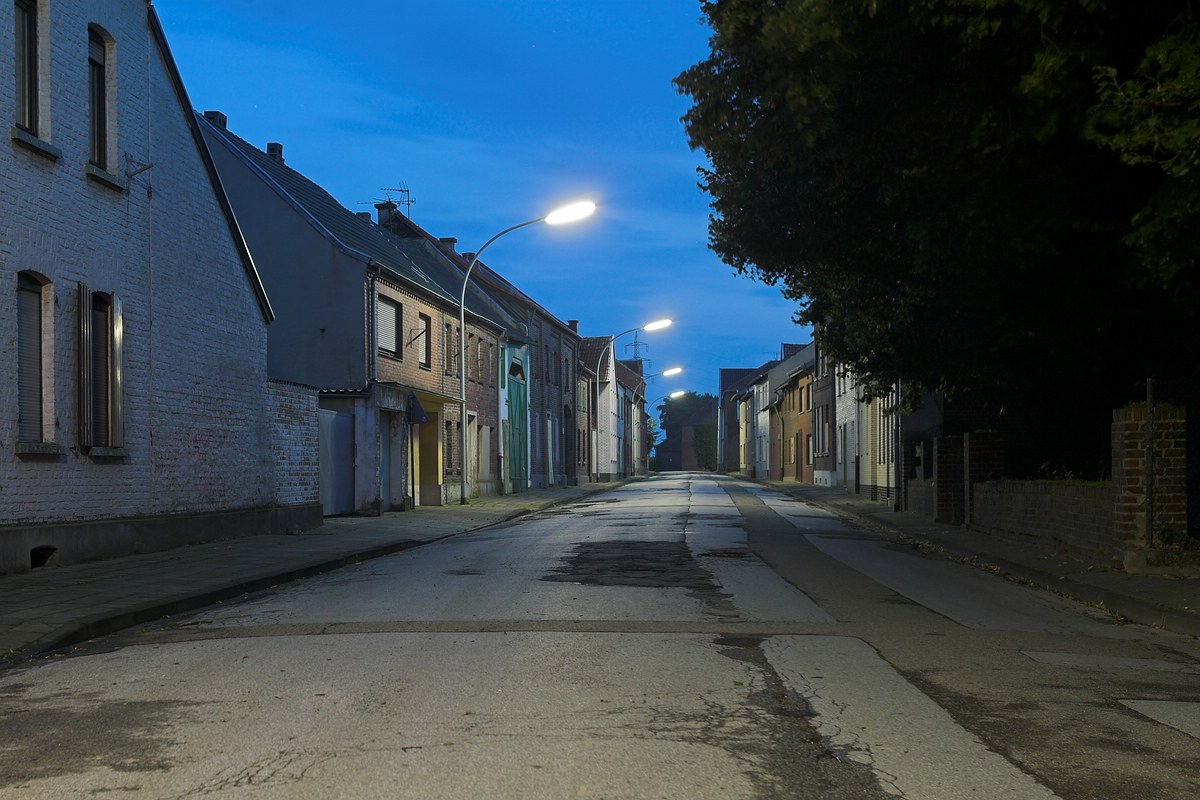
Hauptstraße im alten Dorf am späten Abend (2007)

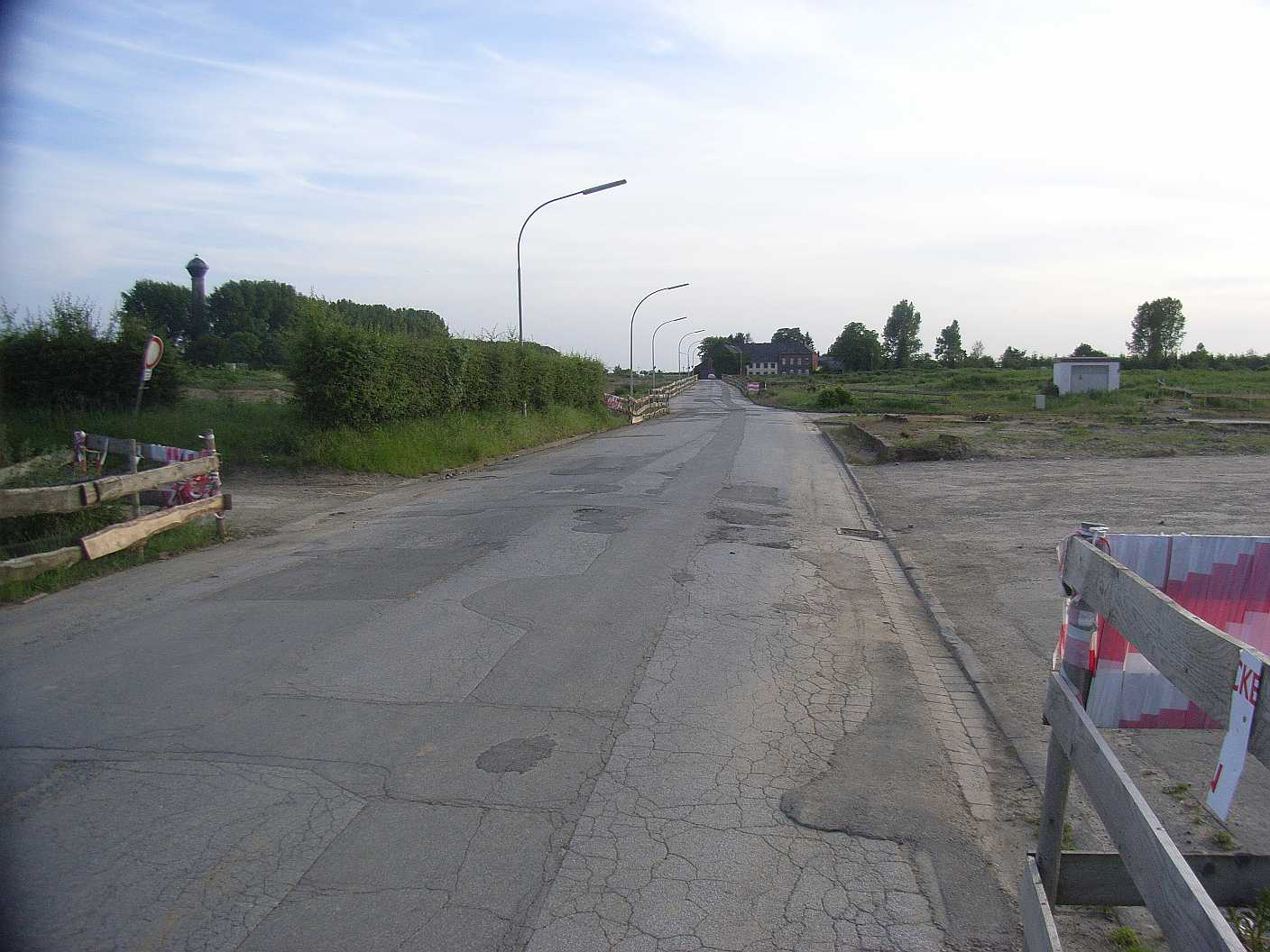
Hauptstraße und ehemaliger Standort der Kapelle (rechts) im Jahr 2010

An Alt-Holz grenzten die Orte Hochneukirch (nördlich), Alt-Otzenrath (südlich) sowie Borschemich (westlich). Östlich des ehemaligen Ortes verlief ein Teilstück der A 44, welches 2005–2018 dem Tagebau Garzweiler weichen musste.

## Geschichte
Der Ortsname geht auf einen Hof aus dem 15. Jahrhundert zurück, dessen Besitzer „Wynandt“ genannt wurde und nach dem das Dorf zeitweilig in verschiedenen Schreibweisen Weinandts- oder Winanddtsholz genannt wurde.

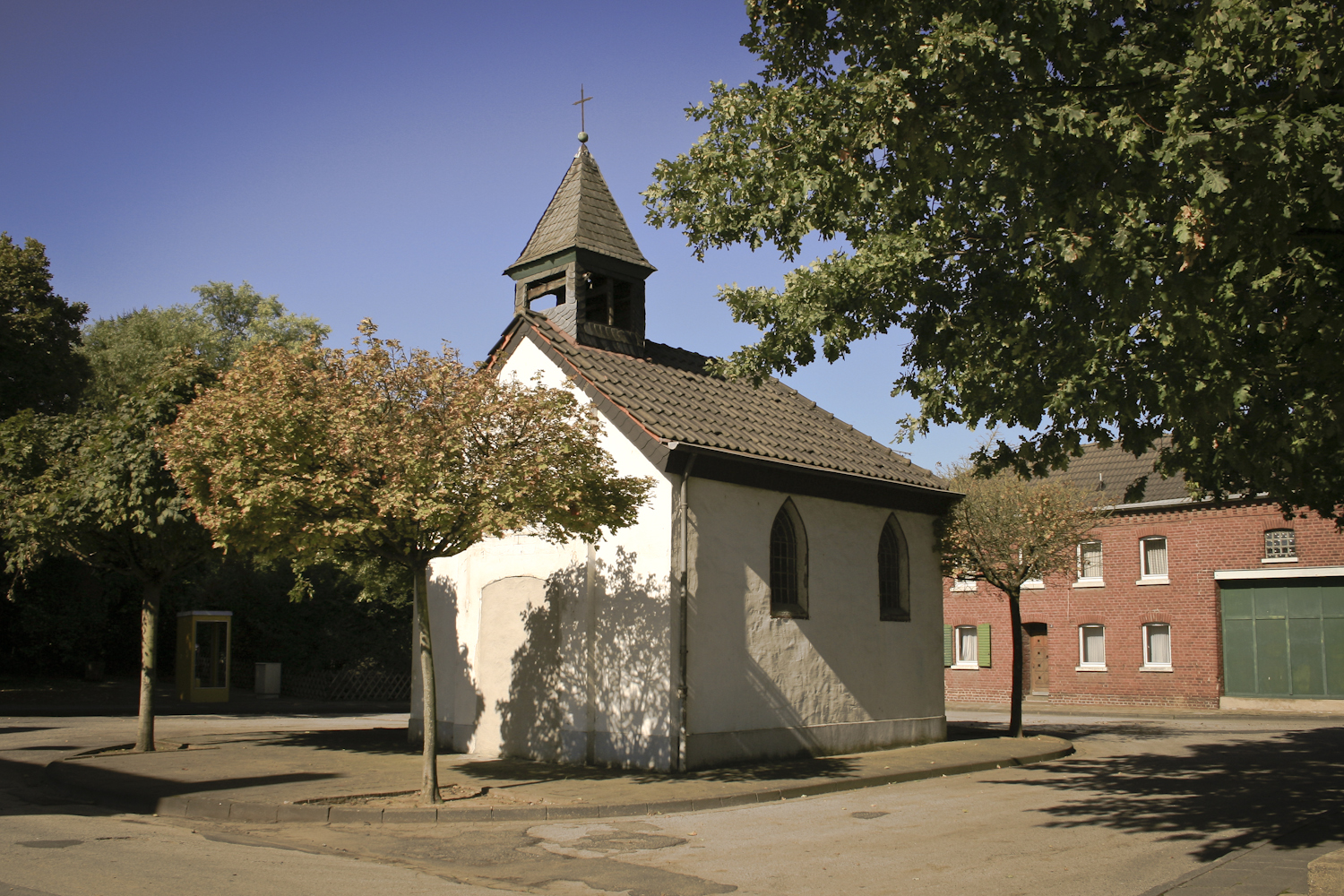
Kapelle (2006)

1665 stiftete der Kölner Bürger Goddert Fassbender in seinem Geburtsort Holz eine „Loreta-Kapelle“, die nach dem Vorbild der Kölner Kapelle B.V. Maria Lauretana in der Kölner Kupfergasse errichtet wurde. Damit verband er auch ein Benefizium. 1820 wurde die baufällige Kapelle durch einen schlichten Neubau mit je zwei seitlichen Spitzbogenfenstern ersetzt.
Im 18. Jahrhundert besaß das Dorf ein Schulgebäude, musste aber die Kinder zeitweise nach Hochneukirch zur Schule schicken. Um 1860 entstand ein neues Schulgebäude mit Lehrerwohnung. Die zweiklassige katholische Volksschule wurde 1969 in eine Grundschule umgewandelt.
Im Laufe des 19. Jahrhunderts stieg die Einwohnerzahl von 326 (1799) auf 560 (1905) Einwohner in nun 92 Häusern. Im August 1909 nahm die Gemeinde Hochneukirch an der Straße nach Otzenrath ein neu erbautes Wasserwerk mit Pumpstation und einem 48 Meter hohen Wasserturm mit stählernem Hochbehälter in Betrieb.
2010 wurde bei Alt-Holz ein Gräberfeld aus der Zeit etwa 5300–4900 vor Christus entdeckt.
Am 22. Januar 2011 wurde mit der Sprengung des Wasserturms der letzte Teil von Alt-Holz abgerissen.
Inzwischen ist auf dem ehemaligen Ortsgebiet die Braunkohleförderung abgeschlossen worden und es wird landschaftlich genutzt.

## Religion
Wie auch in Alt-Otzenrath konnte sich in Holz die reformierte Konfession behaupten. 1708 wurden von 36 Haushalten 11 dem reformierten und 25 dem katholischen Bekenntnis zugerechnet. Die Katholiken des Dorfes gehören zur Pfarrei St. Pantaleon in Hochneukirch und die Protestanten zur evangelischen Kirchengemeinde Jüchen.

## Bevölkerungsentwicklung
Im Zuge der Industrialisierung am Ende des 19. Jahrhunderts ist auch in Holz ein Anstieg der Einwohner registriert:
| Jahr | Einwohnerzahl |
| ---- | ------------- |
| 1767 | 257           |
| 1799 | 326           |
| 1832 | 474           |
| 1871 | 489           |
| 1895 | 505           |
| 1905 | 560           |
| 1961 | 528           |
| 1970 | 512           |
| 2007 | 27            |
| 2010 | 3             |
| 2011 | 0             |

## Bauwerke
- Die alte Ortslage wurde von einem weithin sichtbaren 48 m hohen Wasserturm an der ehemaligen Straße nach Otzenrath überragt.
- Im Zentrum auf dem Dorfplatz des alten Ortes stand eine kleine Kapelle.

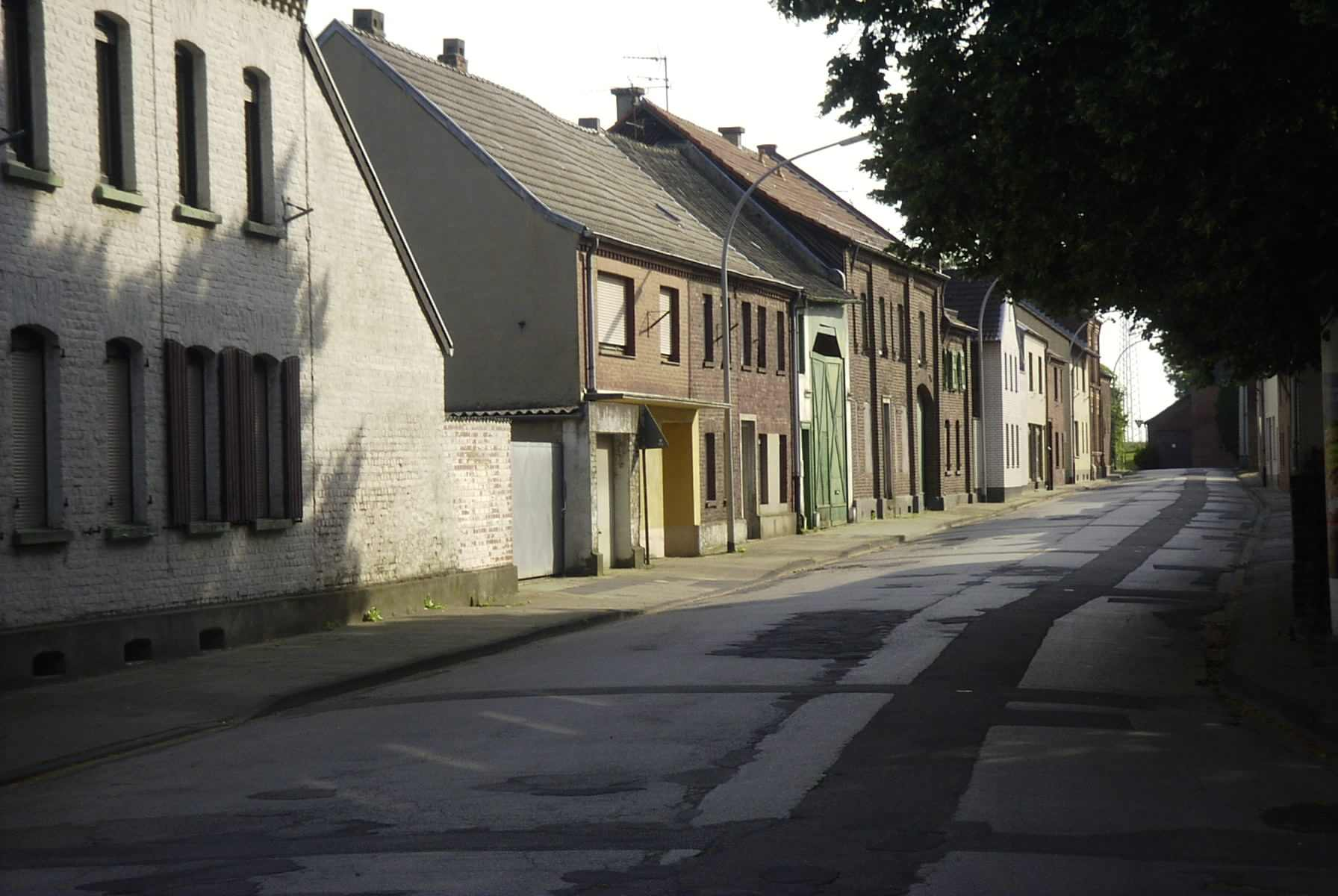
Unbewohnte Hauptstraße
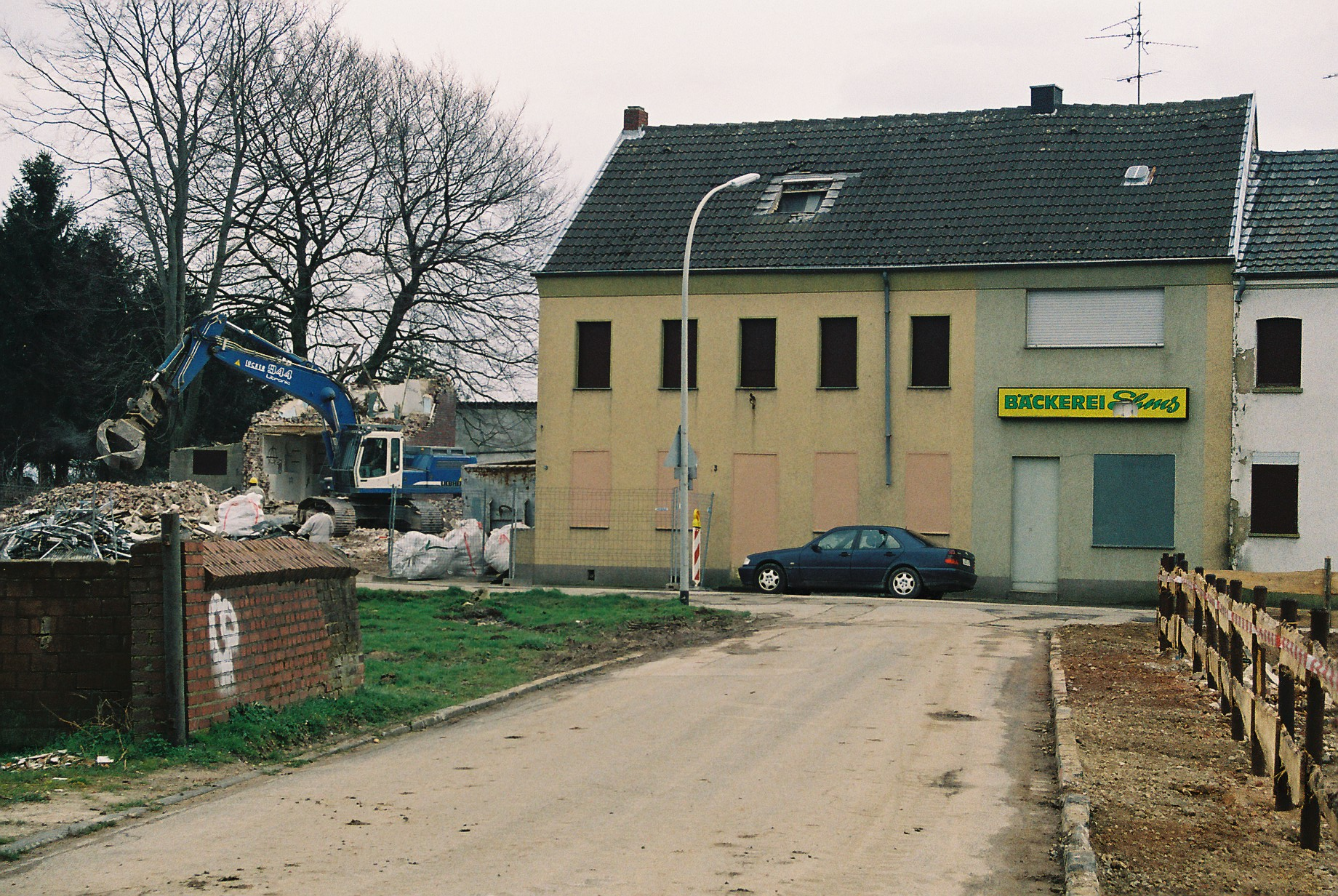
Bäckerei, 20. März 2008.
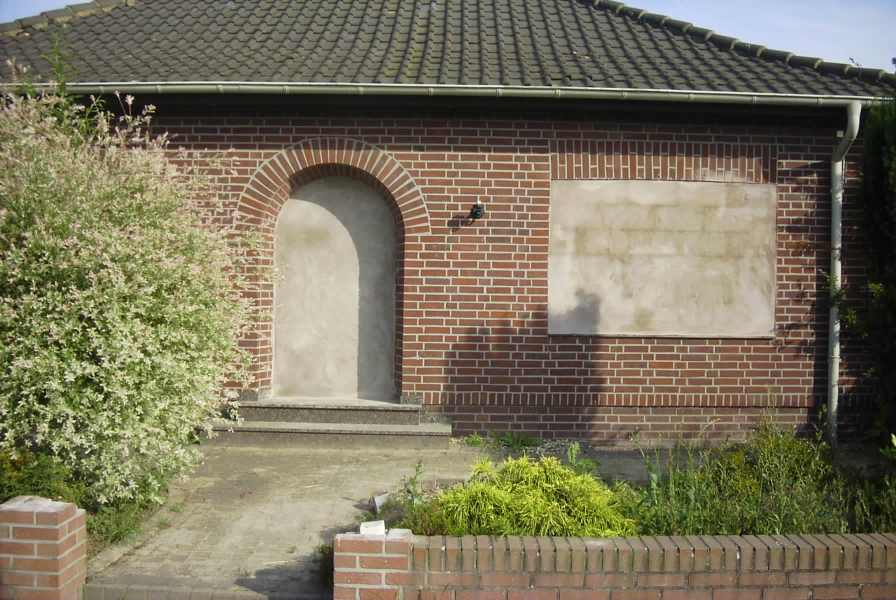
Zugemauertes Einfamilienhaus
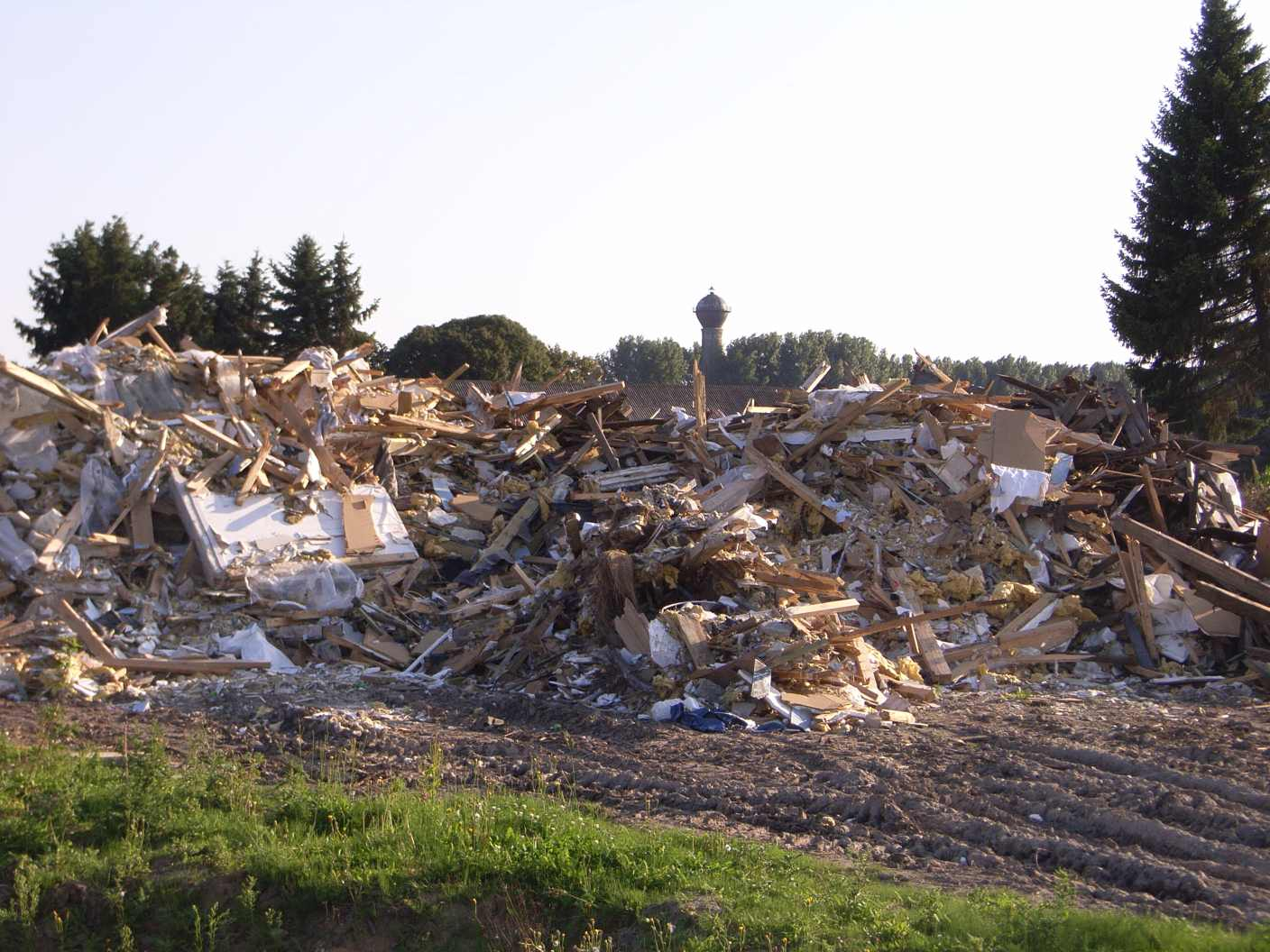
Abgerissenes Haus
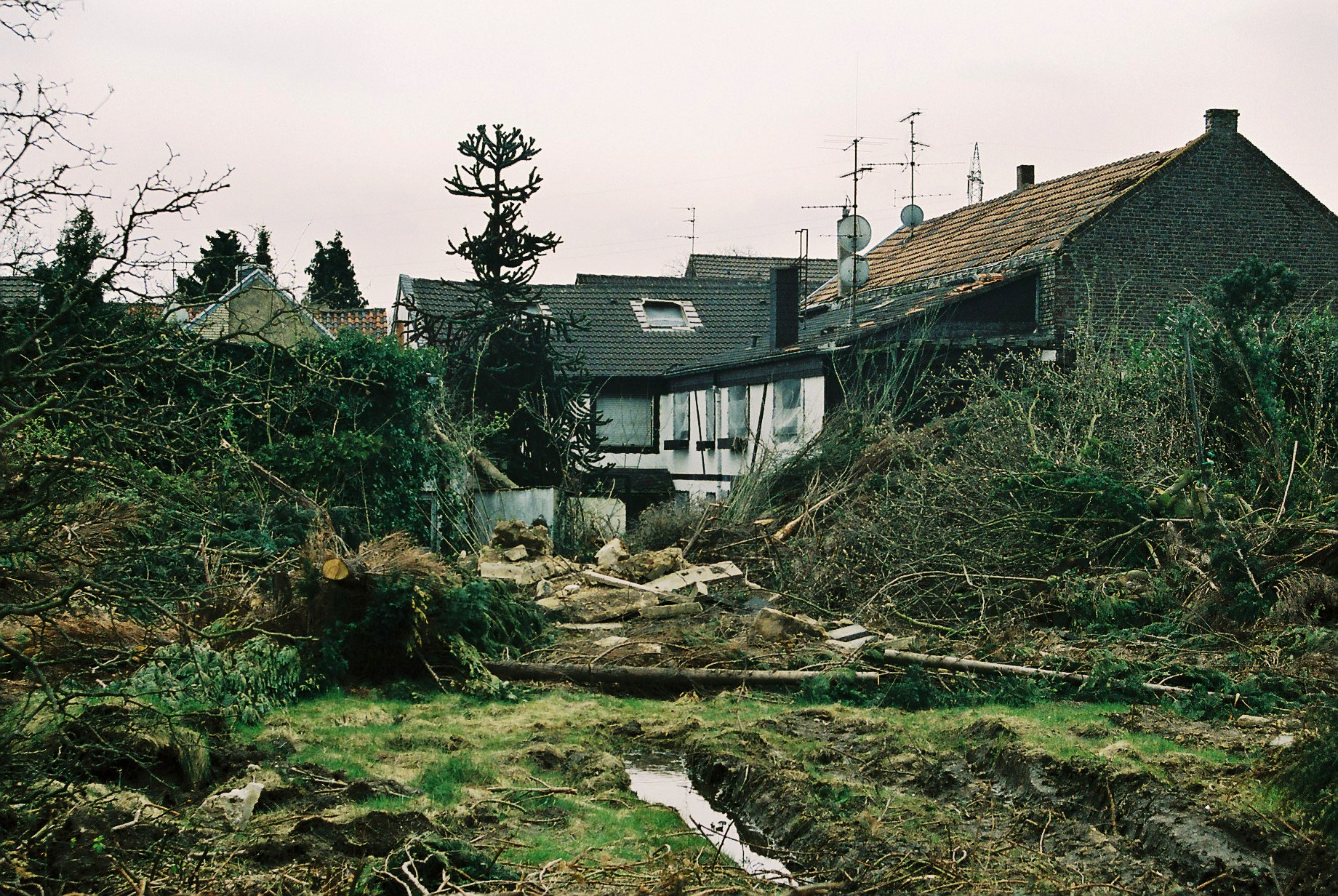
Ehemalige Gärten.
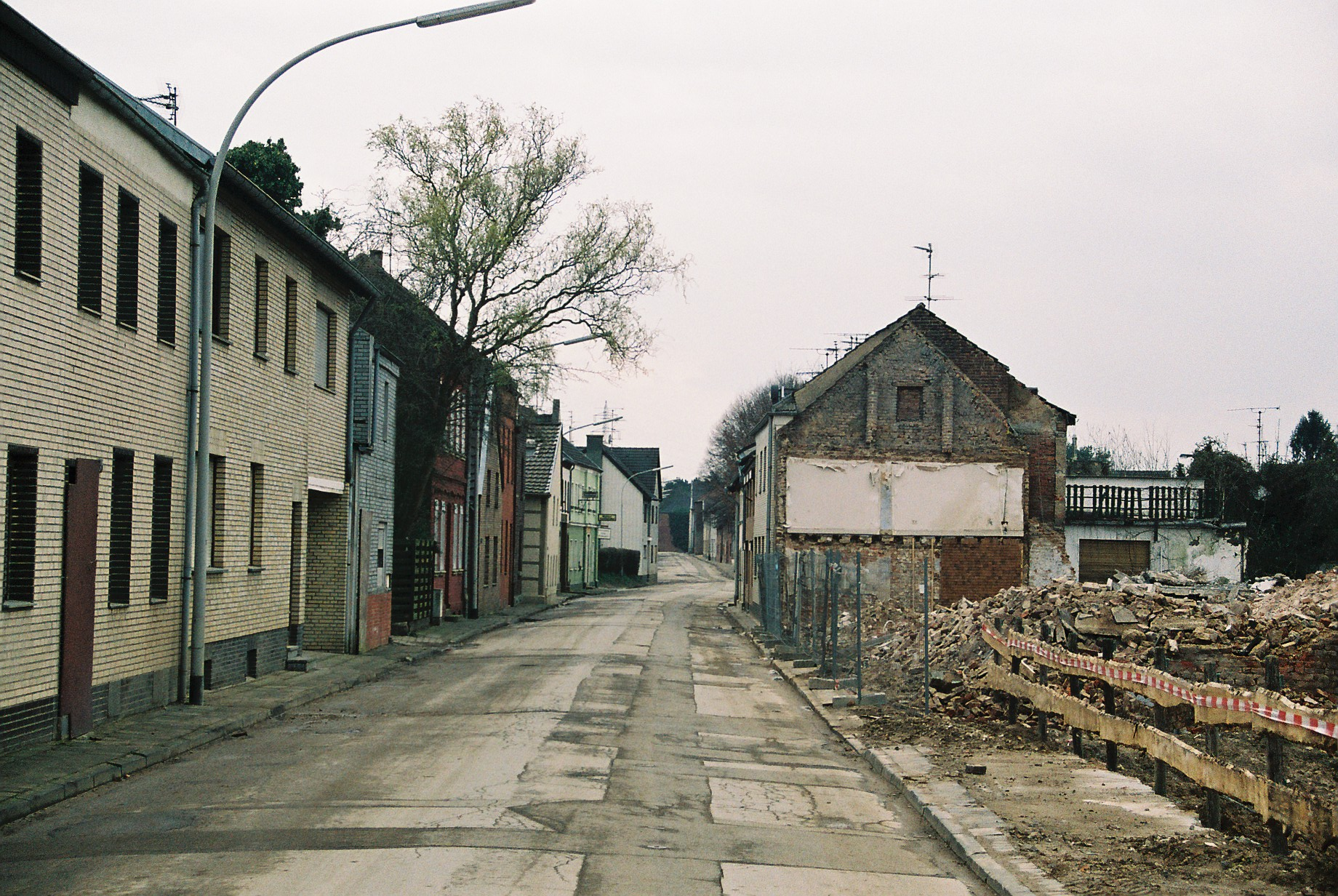
Der Abriss schreitet fort
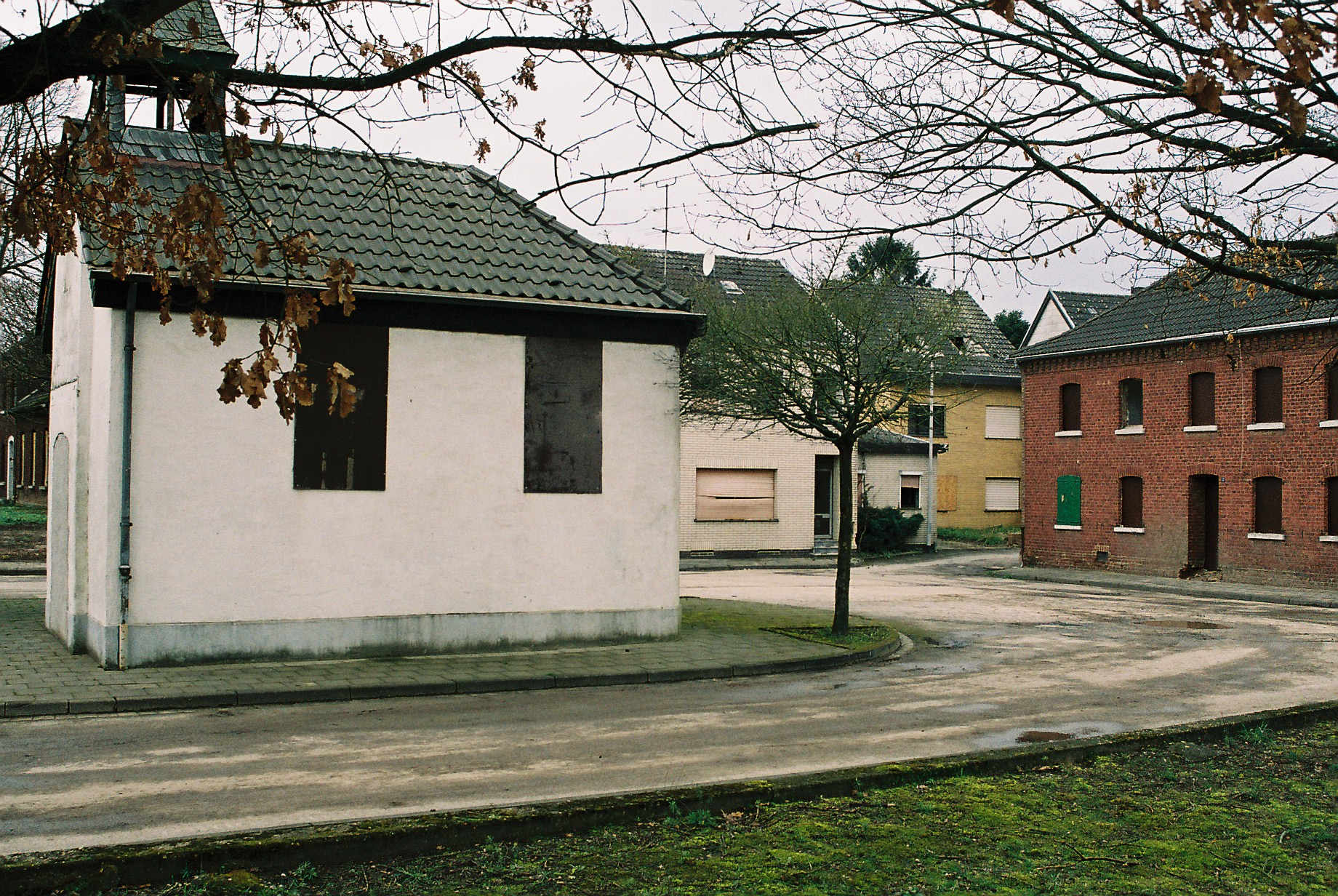
Dorfplatz mit Kapelle
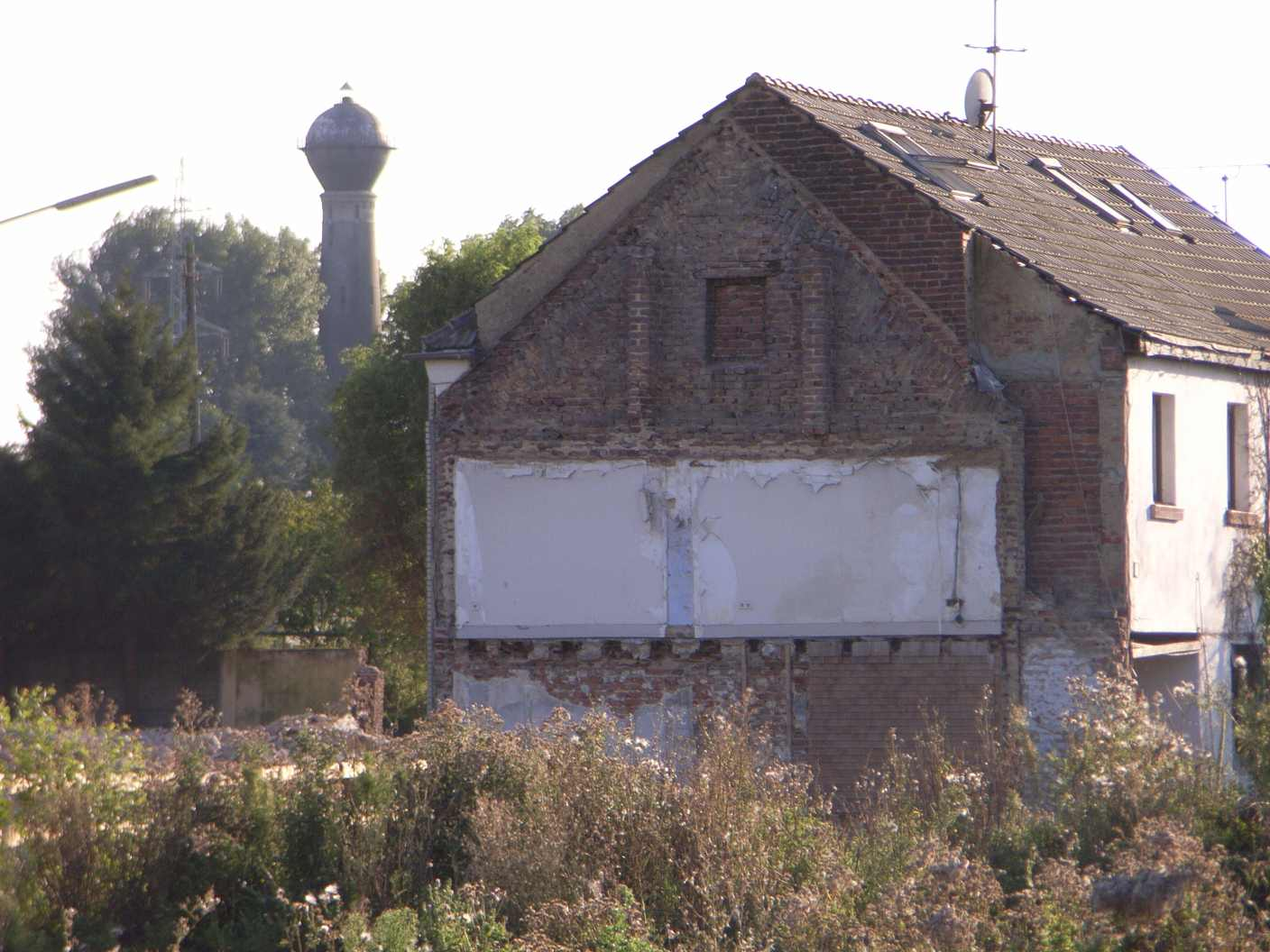
Im Vordergrund bereits abgebrochenes Haus, Wasserturm im Hintergrund
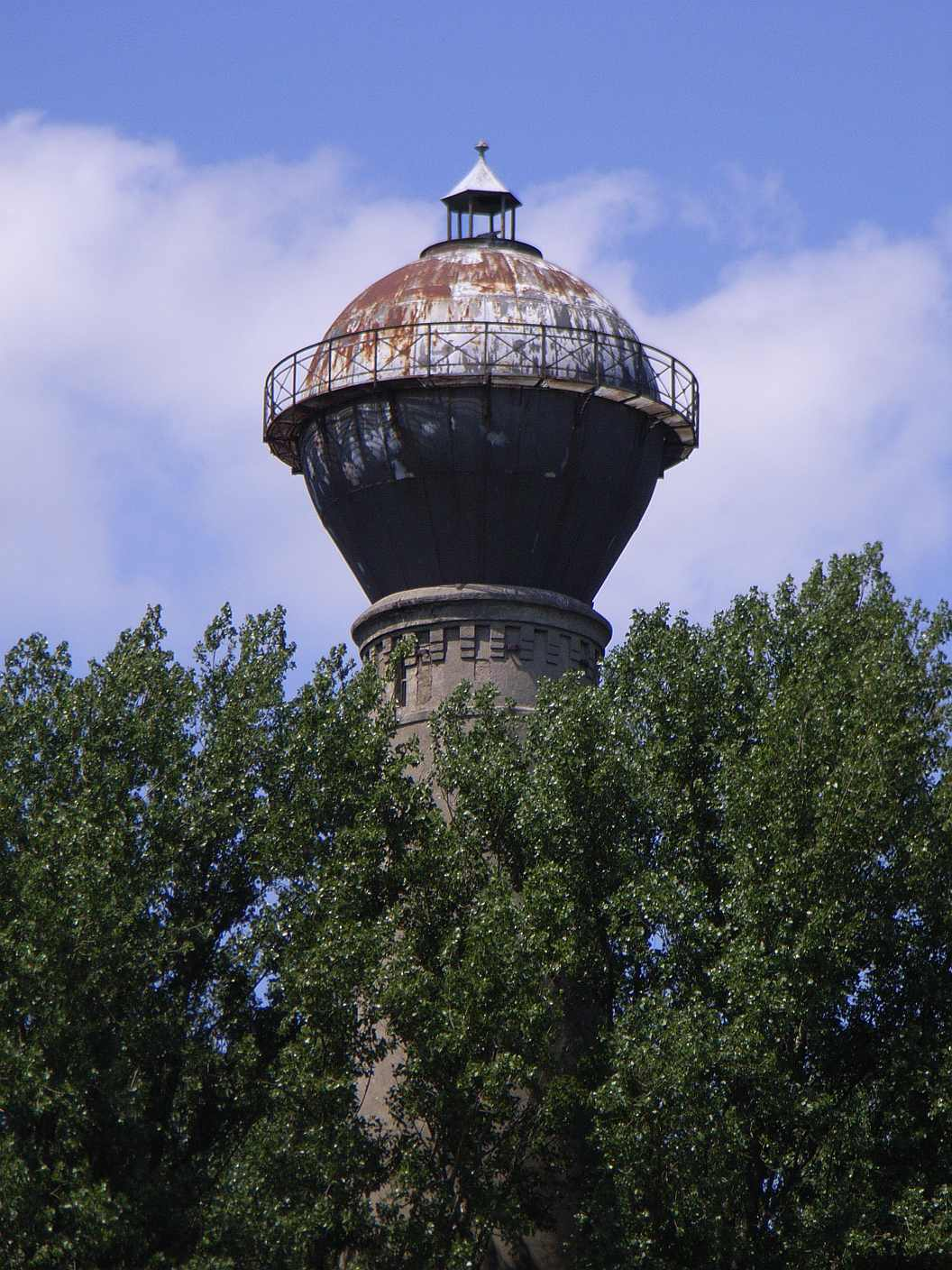
Ehemals weithin sichtbares Wahrzeichen des alten Dorfes: Der Wasserturm
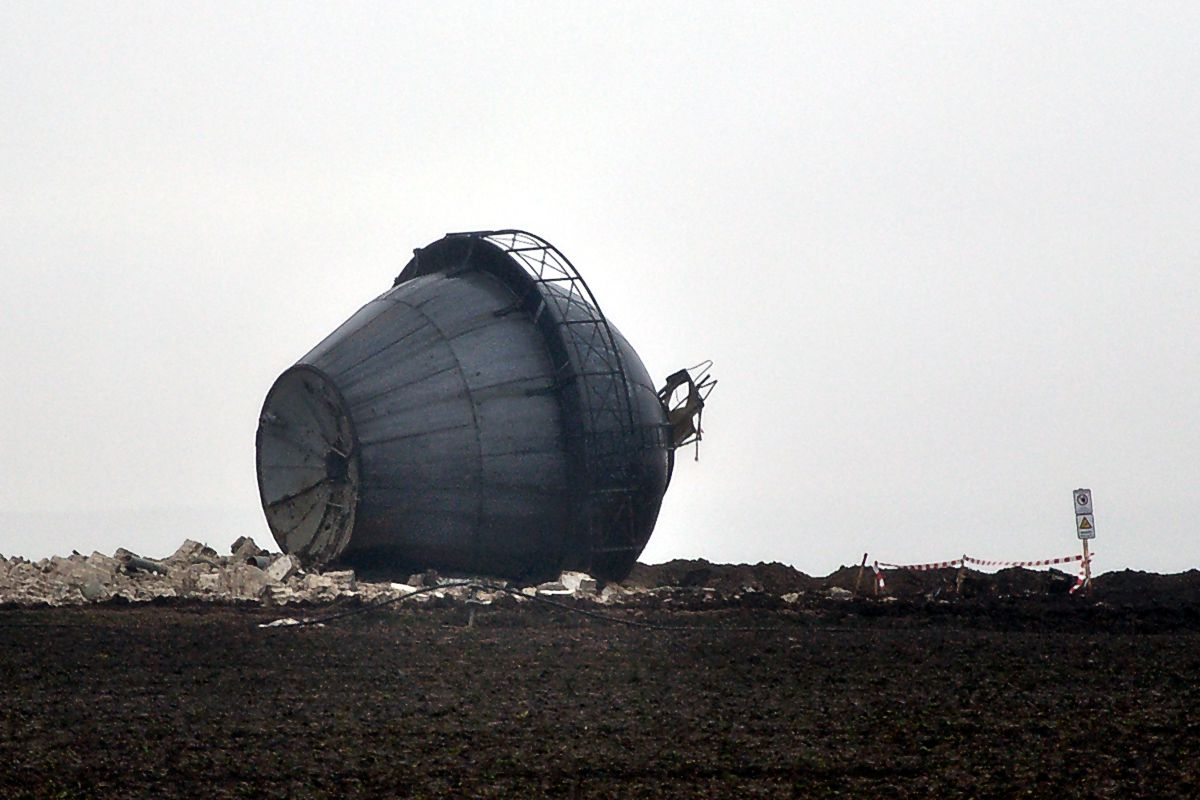
Nach der Sprengung ist die Spitze des Wasserturms den Hoffnungen zum Trotz zerstört.
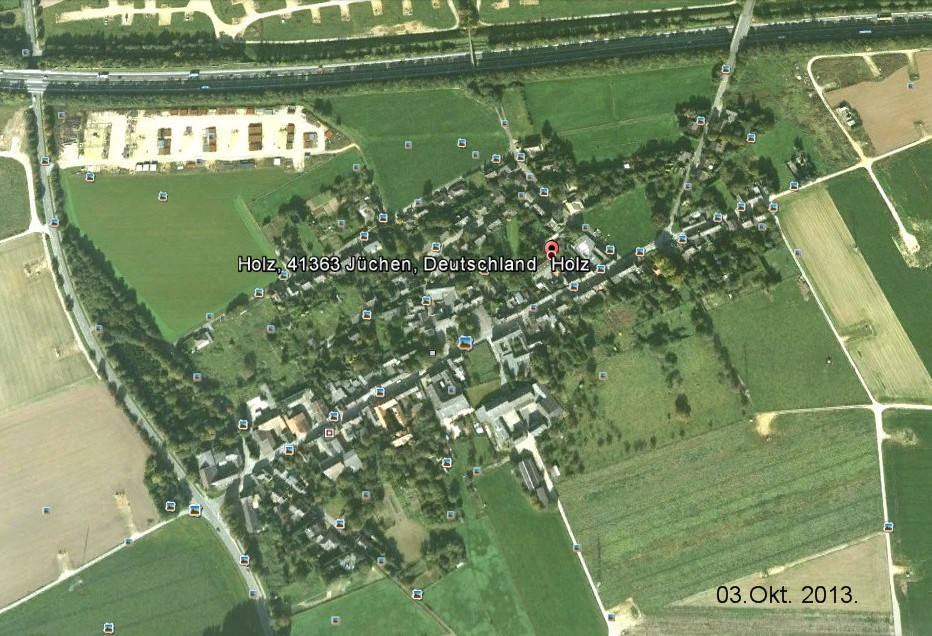
Google Earth:Jüchen-Alt Holz vom 3. Okt. 2013

## Verkehr
Der nächstgelegene Bahnhof befand sich von Alt-Holz aus in Jüchen-Hochneukirch. Mit dem Auto war Holz über die A 61 mit den Anschlussstellen Wanlo und Güdderath und über die A 44 mit den Anschlussstellen Mönchengladbach-Odenkirchen und Otzenrath zu erreichen. Das Autobahndreieck Holz wurde nicht umbenannt, es wird weiterhin an die Ortschaft erinnern.